# Vidas de los poetas ingleses más eminentes
Vidas de los poetas ingleses más eminentes (Lives of the Most Eminent English Poets en la versión original; 1779–81) es una obra de Samuel Johnson, la cual contiene biografías cortas y evaluaciones críticas de 52 poetas, la mayoría de los cuales vivió durante el siglo XVIII. Está ordenada, aproximadamente, por las fechas de defunción. 
Seis de las Vidas han sido calificadas como las "más importantes": John Milton, John Dryden, Alexander Pope, Joseph Addison, Jonathan Swift, y Thomas Gray. Una de las biografías, la de Richard Savage, fue impresa previamente como Life of Mr Richard Savage en 1744. 

## Contexto

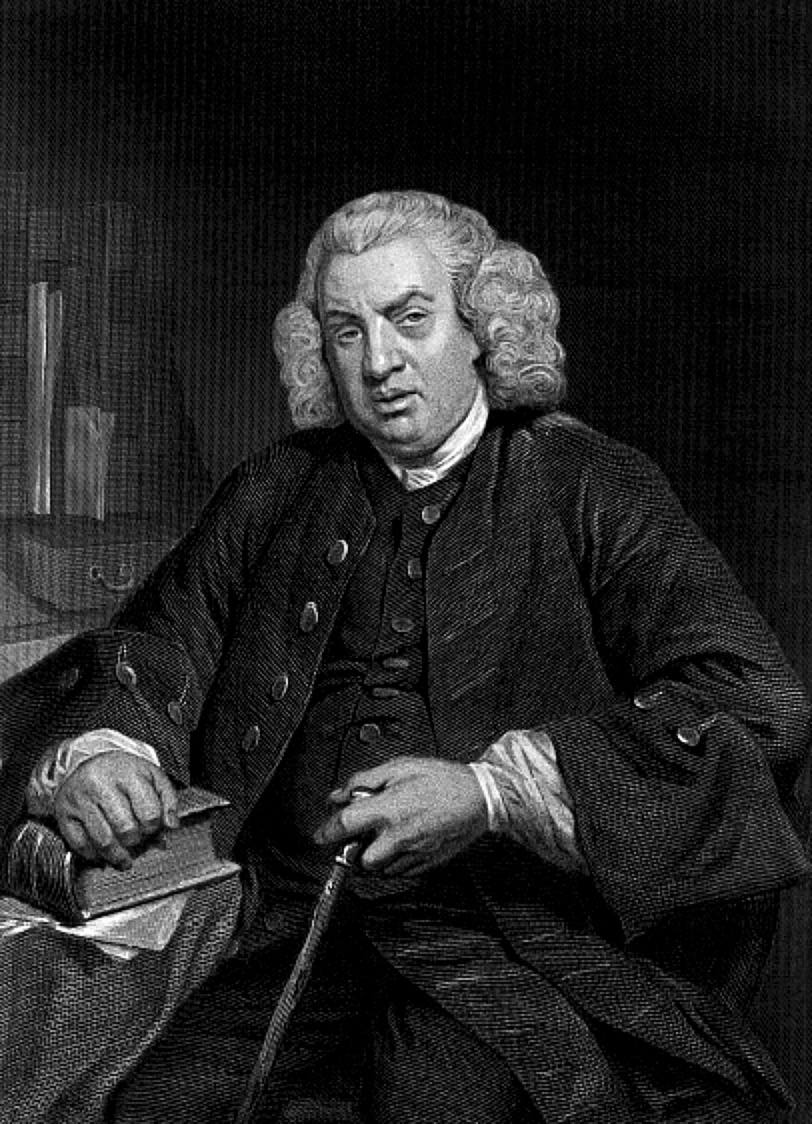
Samuel Johnson, el autor de la obra.

Johnson comenzó a escribir las "vidas", o piezas biográficas individuales, en 1740. Las primeras biografías escritas fueron las de Jean-Philippe Baratier, Robert Blake, y Francis Drake. En 1744, escribió la primera biografía seria, la obra Life of Mr Richard Savage, en honor de su amigo Richard Savage. Entre 1737 y 1739, Johnson trabó amistad con Savage. En 1743, Savage se vio en prisión por moroso y permaneció allí hasta su muerte, ocurrida poco después. Un año más tarde, Johnson escribió Life of Savage (1744), una obra "conmovedora" que, según Walter Jackson Bate, "continúa siendo una de las obras más innovadoras en la historia de la biografía".
En 1773, los editores de Edimburgo comenzaron a publicar ediciones de obras completas de varios poetas ingleses. Para competir con este proyecto, Johnson fue contactado por Tom Davies, William Strahan y Thomas Cadell para que crease su última obra principal, Vidas de los poetas ingleses. Comenzó este proyecto y, el 3 de mayo de 1777, le escribió a Boswell que estaba ocupado preparando "algunas biografías" y "prefacios cortos, para ser incluidos en una pequeña edición de Poetas ingleses". Johnson pidió 200 guineas, una suma significativamente menor que el precio que podría haber demandado. Johnson escribió varias biografías durante los años siguientes y reprodujo su obra Life of Savage para la colección.
Sin embargo, se suponía que la obra original tendría los primeros diez volúmenes de la obra completa, la cual se formaría con sesenta volúmenes. Los volúmenes de Johnson fueron titulados originalmente Prólogos, Biografías y Críticas de las Obras de los Poetas Ingleses. Luego de que se publicaron los volúmenes del I al IV en 1779 y del V al X en 1781, los editores decidieron volverlos a imprimir como Las vidas de los poetas ingleses, o Vidas de los poetas, y venderlos como obras independientes. Éstas finalizaron en marzo de 1781, cuando fue publicada la nueva colección, con seis volúmenes.

## Las "Vidas"
Las Vidas, las cuales fueron estudios tanto críticos como biográficos, aparecieron como prólogos a selecciones de cada una de las obras de los poetas, y fueron más largas de lo que iban a serlo originalmente. Como justificó Johnson en el anuncio del trabajo, "mi objetivo era darle a cada poeta una promoción, como aquellas que encontramos en los Misceláneos Franceses, las cuales contienen unas pocas fechas y una caracterización general". Sin embargo, no se limitó a sí mismo a realizar una serie de fechas y biografías, sino que creó una serie de Vidas con, según su prólogo de la versión de 1783, "la intención honesta de dar satisfacción". 

## Recepción
Greg Clingham describe las Vidas como, "Las críticas cubiertas en las Vidas se ven como una lista de los sucesos de la literatura histórica más importantes sucedidos durante los años 1600 hasta 1781" además de tener "tópicos igualmente históricos, biográficos y filosóficos".
Adolfo Bioy Casares dice en su Borges (Destino): “Con las Vidas de los poetas ingleses, de Johnson, ya no se necesita nada más para la felicidad.”

## Lista de biografías
Los poetas que se incluyeron en el libro fueron:
| - Abraham Cowley - John Denham - John Milton - Samuel Butler - John Wilmot - Wentworth Dillon - Thomas Otway - Edmund Waller - John Pomfret - Charles Sackville - George Stepney - John Philips - William Walsh - John Dryden - Edmund Smith - Richard Duke - William King - Thomas Sprat | - Charles Montague - Thomas Parnell - Samuel Garth - Nicholas Rowe - Joseph Addison - John Hughes - John Sheffield - Matthew Prior - William Congreve - Sir Richard Blackmore - Elijah Fenton - John Gay - George Granville - Thomas Yalden - Thomas Tickell - James Hammond - William Somervile | - Richard Savage - Jonathan Swift - William Broome - Alexander Pope - Christopher Pitt - James Thomson - Isaac Watts - Ambrose Philips - Gilbert West - William Collins - John Dyer - William Shenstone - Edward Young - David Mallet - Mark Akenside - Thomas Gray - George Lord Lyttelton |